# 4 3 2 1
4 3 2 1 ist ein Roman des amerikanischen Autors Paul Auster, der 2017 sowohl bei Henry Holt, New York City, als auch in deutscher Übersetzung (durch vier Übersetzer, unter demselben Titel) bei Rowohlt erschien. In der deutschen Übersetzung umfasst der Roman mehr als 1000 Seiten.
Erzählt werden vier Versionen des Lebens von Archie Ferguson, der am 3. März 1947 geboren wird (genau einen Monat nach der Geburt des Autors) und weitere biographische Details mit Paul Auster gemeinsam hat. Einige der historischen und autobiographischen Hintergründe wurden von Auster 2008 in einem Artikel in der New York Times erläutert.
Auster thematisiert, welche Rolle der Zufall im Leben eines Menschen spielen kann und wie unterschiedlich sich verschiedene innere Anlagen einer Person durch äußere Einflüsse entwickeln können. Im Mittelpunkt stehen dabei die unterschiedlichen Entwicklungen der Hauptfigur Archie Ferguson (im Roman stets Ferguson genannt), der das Programm des Werks bereits als kleines Kind formuliert: „Was für ein interessanter Gedanke […]: sich vorzustellen, wie für ihn alles anders sein könnte, auch wenn er selbst  immer derselbe bliebe. […] Ja, alles war möglich, und nur weil etwas auf eine bestimmte Weise geschah, hieß das noch lange nicht, dass es nicht auch auf eine andere Weise geschehen könnte“ (S. 86). Die Spannbreite der Entwicklungsmöglichkeiten umfasst vier Versionen: Die erste Version stellt einen typischen Entwicklungsroman dar: das Streben nach einer bürgerlichen Existenz in unruhigen Zeiten. In der zweiten Version steht das Scheitern des Einzelgängers im Konflikt mit seinem Umfeld im Vordergrund. In der dritten Version ist Ferguson zunächst ein typischer Antiheld, der als Folge eines traumatischen Kindheitserlebnisses verunsichert und desorientiert ist. Die vierte Version ist ein Künstlerroman, in der das entsagungsvolle Ringen um eine Existenz als Schriftsteller im Mittelpunkt steht. Zudem ist „4321“ ein Zeitroman über das unruhige Amerika der 1950er und 1960er Jahre zwischen konservativer Moral und Rassendiskriminierung auf der einen Seite und einer optimistischen und revolutionären Aufbruchsstimmung andererseits.

## Handlung
Nach einem einleitenden Kapitel über die Vorgeschichte der Großeltern und Eltern werden sieben Stationen in Fergusons Kindheit und Jugend so erzählt, dass jeweils ein Lebensabschnitt der vier Ferguson-Versionen dargestellt wird. So werden einerseits die zunehmenden Unterschiede der Entwicklung hervorgehoben; andererseits wird vom Leser verlangt, dass er sich bei jedem Abschnitt das Vorgeschehen des jeweiligen Handlungsstrangs vergegenwärtigt. Durch prominente historische Ereignisse lassen sich die Abschnitte relativ klar einordnen. Allerdings setzen sie jeweils unterschiedliche Schwerpunkte und behandeln verschieden lange Zeiträume, die sich zudem überschneiden. Diese sind: 1. Ferguson als Kind (ca. 1952 bis 1955), 2. Ferguson zu Beginn der Pubertät (ca. 1955 bis 1963), 3. erste Erfahrungen der Selbständigkeit in der Junior High School (ca. 1961 bis 1964), 4. Ferguson als High-School-Schüler (ca. 1963–1965), 5. Das erste Jahr an der Universität bzw. nach dem Schulabschluss (1965), 6. Die Zeit der Studentenunruhen (1966–1969), 7. Übergang zum Berufsleben (1969–1974). Die Handlung spielt in allen vier Handlungssträngen überwiegend in und um New York bzw. Newark mit Nebenschauplätzen in Paris und Kalifornien. Auch die Figurenkonstellation der vier Versionen überschneidet sich teilweise. Neben den Eltern und Verwandten spielt Amy Schneiderman als Fergusons große Liebe eine zentrale Rolle. Wie auch die anderen Nebenfiguren entwickelt sie sich in jeder Version unterschiedlich. Der Überschaubarkeit halber werden im Folgenden die vier Handlungsstränge nacheinander dargestellt.

### Vorgeschichte
Bereits in der „Familienlegende“, die den Roman eröffnet, werden die Themen Identitätsfindung und die Rolle des Zufalls angesprochen. Der erste Abschnitt skizziert die Familiengeschichten seiner Eltern und Verwandten bis zu Fergusons Geburt im Jahr 1947. Fergusons Vater Stanley kommt aus einer armen Einwandererfamilie, die stets um ihre Existenz kämpfen muss. Seine Brüder Lew und Arnold sind Taugenichtse im Gegensatz zum strebsamen, aufrechten und sportlichen Stanley, der bei den Frauen gut ankommt. Nur aus Familiensinn verschafft er ihnen eine Stellung in dem von ihm aufgebauten Möbel- und Elektrogeschäft „Three Brothers Home World“. Seine Mutter Rose stammt aus dem liberalen jüdischen Mittelstand, gekennzeichnet durch Wohlstand und musisch-literarische Bildung. Sie wird zur Fotografin ausgebildet, die Kinder und Enkel ihres Arbeitgebers Schneiderman spielen in allen vier Fassungen eine wichtige Rolle. Während Stanley sich bereits beim ersten Treffen in Rose verliebt, ist es für Rose eher eine Vernunftehe. Diese beruht darauf, dass beide linksliberal eingestellt sind, Stanley karriereorientiert ist und ihr Freiheiten lässt (S. 34), insbesondere beruflich. Jedoch ist er im Gegensatz zu Rose weder an Bildung und Kino interessiert, noch sonderlich gefühlsbetont. Während Roses schwieriger Schwangerschaft mit Ferguson führt ihre Schwester Mildred sie in den Kanon der anglo-amerikanischen Literatur ein. Damit sind die Interessen und Konfliktfelder, in denen sich die vier Fergusons entwickeln werden, bereits vor der Geburt umrissen: Die unterschiedlichen Anlagen, die von den Eltern vererbt bzw. vorgelebt werden, prägen sich in jeder Version unterschiedlich aus. Diese sind teilweise widersprüchlich: So etwa Roses Streben nach beruflicher Unabhängigkeit einerseits und der Wunsch nach einem Kind andererseits oder Stanleys große Liebe für Rose im Kontrast zu seiner „mangelnde[n] Anteilnahme an der Gefühlen anderer“ (S. 35).

### Version 1
1. Ferguson wächst in behüteten Verhältnissen auf und entwickelt eine enge Beziehung zu seiner Cousine Francie, der er gesteht, dass er für sich einen Fantasiebruder erfunden hat, weil seine Mutter keine Kinder mehr bekommen kann und er sich nichts sehnlicher wünscht als Geschwister. Als er krank ist, sieht er die World Series von 1954 im Fernsehen und entdeckt seine Liebe zum Baseball. Onkel Lew hat hierbei mit einer Wette auf die siegreichen Giants viel Geld verdient, stirbt allerdings in einem Autounfall, ohne seine Spielschulden bei Fergusons Vater zurückzuzahlen. Onkel Arnold inszeniert einen Einbruch in „Three Brothers Home World“. Obwohl Stanley das herausfindet, weigert er sich, seinen Bruder anzuzeigen, und verzichtet lieber auf die Versicherungssumme. Damit beginnt der wirtschaftliche Abstieg der Familie. (Kap. 1.1, S. 53–78)
2. Ferguson entwickelt sich zum hervorragenden Baseballspieler, der kulturell vielseitig interessiert ist, auch wenn er sich künstlerisch für unbegabt hält (S. 174). Tante Mildred, eine Collegeprofessorin, weckt seine Liebe für Musik und Literatur. Politik ist ihm ebenfalls wichtig: Ferguson ist glühender Anhänger Kennedys. Im Mittelpunkt stehen für ihn aber die ersten Affären mit dem anderen Geschlecht, insbesondere mit ungewöhnlichen Mädchen (vgl. S. 202). Nach einer verunglückten Liebe mit einer Austauschschülerin begegnet er der emanzipierten Amy Schneiderman. Beide verlieben sich sofort ineinander. (Kap. 2.1, S. 161–220)
3. Bei einem gemeinsamen Skiurlaub mit Francie und ihrer Familie werden Amy und Ferguson dabei ertappt, dass sie miteinander schlafen. Empört über das unsittliche Verhalten, hält Francie Ferguson am nächsten Morgen während einer Autofahrt eine Standpauke. Auf der vereisten Straße verliert sie die Kontrolle übers Fahrzeug. Bei dem Unfall verliert Ferguson einen Daumen; das bedeutet das Ende seiner Baseballkarriere. Da Amy zu ihm hält, kann er die darauf folgenden Selbstzweifel und Bitterkeit überwinden. Zudem verhindert die Verletzung, dass er in den Vietnamkrieg eingezogen wird. (Kap. 3.1, S. 411–458)
4. Der wirtschaftliche Niedergang der Familie schreitet fort. Stanley und Rose schließen ihre Geschäfte. Während Stanley Verkäufer in einem Sportgeschäft wird, beginnt für Rose eine Karriere als Fotoreporterin in Newark. So kann sie Ferguson einen Ferienjob als Sportreporter einer Lokalzeitung vermitteln. Amy und Ferguson verbringen gemeinsam einen Monat in Paris, wo Ferguson die französische Literatur lieben lernt. Wie zuvor Amy wird auch Ferguson an der elitären Columbia University aufgenommen. (Kap. 4.1, S. 551–592)
5. Ferguson schreibt zwar seit dem Autounfall keine eigenen Gedichte mehr, widmet sich als Student aber der Übersetzung französischer Lyrik und verfasst Artikel für die Studentenzeitung. Mit Amy teilt er sich eine Wohnung und genießt die Zweisamkeit. Der zunehmenden Politisierung und den Drogenexzessen der Hippies steht er skeptisch gegenüber. (Kap. 5.1, S. 727–771)
6. Durch das Erbe seines Großvaters ist Fergusons Familie vorerst zwar aller Geldsorgen enthoben, nach Rassenunruhen in Newark sowie dem Stellenangebot einer großen Zeitung für Rose ziehen seine Eltern allerdings nach Miami. Während der Studentenunruhen an der Columbia University radikalisiert sich Amy und entschließt sich, Jura in Berkeley zu studieren. Ferguson und sie entfremden sich zunehmend und trennen sich schließlich. (Kap. 6.1, S. 891–963)
7. Ferguson tut sich schwer, über den Verlust hinwegzukommen und flüchtet sich in seine Übersetzungen, die nun auch veröffentlicht werden. Ohne große Begeisterung nimmt er nach Abschluss des Studiums einen Job als Reporter einer Lokalzeitung in Rochester bei New York an. Er verliebt sich erneut und beschließt, zu kündigen und zu seiner neuen Liebe nach Massachusetts zu ziehen, um neu anzufangen. Doch bevor er diesen Entschluss umsetzen kann, stirbt er bei einem Wohnungsbrand. (Kap. 7.1, S. 1109–1179)

### Version 2
1. Bereits als Vorschulkind hat Ferguson immer wieder Krankheiten und Unfälle überstehen müssen und dadurch ein skeptisches Weltbild entwickelt. Als er nach einem Beinbruch das Bett hüten muss, erfährt er von Francie, dass die Rosenbergs als Spione hingerichtet worden sind. Er ist ebenso entsetzt über diesen barbarischen Akt wie seine Cousine und beschließt, möglichst schnell lesen zu lernen, um sich über die grausame, unvorhersehbare Welt informieren zu können. Seine Großmutter unterrichtet ihn und Ferguson lernt schnell. Ein Feuer, durch das das Geschäft seines Vaters zerstört wird, bestätigt ihn in seinem Misstrauen gegenüber der göttlichen Weltordnung, obwohl der Schaden durch die Versicherung übernommen wird. (Kap. 1.2, S. 79–101)
2. Ferguson ist begeistert von Zeitungen, die für ihn die „unordentliche Welt“ (S. 227) ordnen. Als er mit elf Jahren seine eigene Zeitung, den „Straßenritter“ herausbringt, wird er zunächst von seinen Klassenkameraden bewundert. Die Bewunderung schlägt jedoch bald in Neid und Hass um, weil Ferguson niemanden an seinem Projekt beteiligen will. Ein regierungskritischer Artikel bringt ihm nicht nur eine Schulstrafe ein, er wird auch für den Rest des Jahres von seinen Mitschülern gemobbt. Dies teilt er niemandem mit, nicht einmal seinen Eltern, die beruflich eingespannt sind – Rose mit ihrem Fotostudio, Stanley mit der von ihm eröffneten Tennishalle. Ferguson ist zwar beliebt bei den Mädchen, entwickelt sich in diesem Jahr aber zum Eigenbrötler, der in seinen Büchern lebt und eine atheistische Philosophie in Anlehnung an Ludwig Feuerbach entwickelt. Glücklich ist der 13-Jährige erst im Sommercamp mit dem bezeichnenden Namen „Paradise“. Voller Euphorie über ein tosendes Gewitter rennt er ins Freie und wird von einem herabstürzenden Ast erschlagen. (Kap. 2.2, S. 221–275)

### Version 3
1. Onkel Lew hat bei der World Series 1954 auf das falsche Team gesetzt und kann seine Wettschulden bei seinem Buchmacher nicht zurückzahlen. Dieser zwingt ihn „Three Brothers Home World“ niederzubrennen, damit er von der Versicherungssumme seine Schulden bezahlt. Stanley kommt hinter den Plan und versucht, die Brandstiftung zu verhindern. Dabei kommt er in den Flammen um. Als die Polizei die Hintergründe des Verbrechens aufklärt, fliehen Rose und Ferguson vor dem Skandal nach New York, wo sie sich zwei Monate lang geschockt treiben lassen. (Kap. 1.3, S. 102–126)
2. Während dieser Zeit des „Interregnums“ gehen Ferguson und Rose täglich ins Kino. Hier entwickelt sich seine Liebe zum Film. Aufgrund des erlittenen Leids begehrt der Junge gegen Gott auf, indem er absichtlich in der Schule versagt. Trost findet er in den Filmen von Laurel und Hardy. Rose gelingt eine Karriere als Kunstfotografin. Eine Wende tritt ein, als Rose Gil Schneiderman heiratet, einen Musikkritiker. Ein Gewinn für Ferguson sind die Kinder von Gils Bruder Daniel, Jim und Amy. Jim ist der große Bruder, den er sich immer gewünscht hat, mit dem er die Leidenschaft für Basketball teilt. Er verliebt sich in die aufgeweckte und aufsässige Amy. Es bleibt allerdings bei einer flüchtigen, leidenschaftlichen Beziehung zwischen den Stiefcousins. (Kap. 2.3, S. 276–341)
3. In der Schule und seiner Basketballmannschaft ist Ferguson erfolgreich. Doch aus Frust über die unerfüllte Liebe zu Amy gerät er auf die schiefe Bahn: Alkohol, eine Schlägerei, Ferguson schwänzt die Schule, um ins Kino zu gehen, und hat eine kurze homoerotische Affäre mit einem Studenten. (Kap. 3.3, S. 460–497)
4. Intellektuell entwickelt sich Ferguson vor allem durch das Schreiben von Filmkritiken weiter. Ein Besuch bei seiner Tante Mildred wird zum Fiasko. Mildred lebt zwar selbst in einer lesbischen Beziehung, wirft Ferguson aber seine homosexuelle Erfahrung vor. In seiner Basketballmannschaft kommt er nicht mehr zum Einsatz, der Versuch, eine erotische Beziehung mit seinem heterosexuellen Stiefcousin Jim anzubahnen, scheitert. Erotische Erfahrungen sammelt er mit einer Prostituierten. Um diese zu bezahlen, beginnt er zu stehlen. Dabei wird er erwischt und verurteilt. Nach dem unterdurchschnittlichen Schulabschluss weigert er sich, ein Studium aufzunehmen. Dem Wehrdienst in Vietnam entgeht er, da er vorbestraft ist und sich bei der Musterung als schwul outet. (Kap. 4.3, S. 594–655)
5. Ferguson geht für ein Jahr nach Paris, wo er bei Vivian, einer reichen Bekannten seines Stiefvaters Gil, wohnt. Ferguson arbeitet eifrig eine umfangreiche Leseliste klassischer Literatur, die Gil ihm zum Studieren mitgibt, ab. Vor allem aber beginnt er ein autobiographisches Werk mit dem Titel „Wie Laurel und Hardy mir das Leben retteten“. Gleichzeitig erlebt er den Tiefpunkt seiner sexuellen Entwicklung, als er sich von einem älteren Professor während einer Feier bei Vivian für Sex bezahlen lässt. Voll Ekel über sich selbst wirft er das Geld aus dem Fenster. (Kap. 5.3, S. 773–821)
6. Ferguson beendet sein Buch und findet mit Vivians Hilfe einen englischen Verleger, Aubrey Hull. Hull ist ebenfalls bisexuell; beide vergnügen sich miteinander. Durch Vivians Vermittlung lernt er Albert Dufresne kennen. Eine feste, glückliche Liebesbeziehung beginnt, deren Basis auch die gemeinsame Begeisterung für Basketball und Literatur ist. Fergusons Buch wird von Hull intensiv beworben und in England mit großem Interesse aufgenommen. Während seiner ersten Lesereise nach London stirbt Ferguson bei einem Autounfall, da er den Linksverkehr nicht beachtet hat. (Kap. 6.3, S. 965–1028)

### Version 4
1. Die Geschäfte von Fergusons Vater florieren, seit er seine Brüder ausbezahlt hat. Ferguson lehnt Reichtum und Luxus ab, weil er seinen ehrgeizigen Vater fast nicht mehr sieht. Der Wohlstand verändert auch die Beziehung seiner Eltern, die zunehmend oberflächlich wird. Ferguson wächst fast isoliert auf. Sein einziger Freund ist der anarchisch-ironische Noah Marx, der Sohn aus erster Ehe von Mildreds Mann Don. (Kap. 1.4, S. 127–158)
2. Der dreizehnjährige Ferguson verachtet das sterile Oberschichtleben seiner Eltern, deren Ehe zerrüttet ist. Seit seine Mutter auf Stanleys Wunsch ihr Atelier aufgegeben hat, trinkt sie zu viel. Ferguson möchte seine Familie verlassen, doch sein Vorschlag, ein Internat zu besuchen, wird abgelehnt. In Camp „Paradise“ trifft er im Sommer sein Alter Ego, Artie Federman, mit dem ihn eine intensive Freundschaft verbindet. Doch Artie stirbt unversehens beim Baseballtraining an einem Hirnaneurysma. Zum Gedenken an Artie verzichtet Ferguson fortan für immer auf Baseball. Die Erinnerung an diese Freundschaft inspiriert ihn zu seiner ersten Erzählung über ein paar Schuhe mit dem Titel „Sohlenverwandte“. Die Reaktionen darauf sind gespalten: Während seine Englischlehrerin sie als unmoralisch ablehnt, sind Noah und Fergusons Klassenkameradin Amy Schneiderman begeistert. (Kap. 2.4, S. 342–407)
3. Ferguson hat sich von seinen Eltern entfremdet, er lebt im „Exil im eigenen Zuhause“ (S. 523). Mit fünfzehn beschließt er nach der Lektüre von Dostojewskis „Schuld und Sühne“, Schriftsteller zu werden. Kurz nachdem er die Junior High School abgeschlossen hat, trennen sich seine Eltern zu seiner Erleichterung. Beide sind bereits anderweitig liiert, Rose mit dem Künstler Daniel Schneiderman. Nachdem dessen Frau an Krebs gestorben ist, heiraten Rose und Dan. Ferguson bekommt mit Jim und Amy die Geschwister, die er sich immer gewünscht hat. Allerdings bedeutet das auch, dass seine Liebe und sein erotisches Verlangen nach Amy unerfüllt bleiben. Die neuen Verhältnisse bedeuten zudem das Ende des materiellen Wohlstands, da Rose bei der Scheidung leer ausgeht, wofür Ferguson seinen Vater verachtet. (Kap. 3.4, S. 498–548)
4. Ferguson bricht den Kontakt zu seinem Vater ab und nimmt auch kein Geld von ihm an. Um fürs Studium zu sparen, arbeitet er als Möbelpacker. Mit Dana, einer Schülerin aus Südafrika, hat er zum ersten Mal ein erotisches Verhältnis, auch wenn er nicht in sie verliebt ist. Wegen seiner literarischen Schriften erhält er ein Stipendium an der renommierten Princeton University, obwohl er lieber mit Noah in New York geblieben wäre, um an der Columbia-Universität zu studieren. (Kap. 4.4, S. 656–723)
5. Während des Studiums schreibt Ferguson weiterhin, ohne seine Texte zu veröffentlichen. Besonders beeinflussen ihn jetzt Henry David Thoreau und John Cage. Akribisch plant er sein Leben: kein Kontakt zum Vater, in einigen Jahren – wenn sie alt genug ist – innige Liebe zu Celia, Artie Federmans kleiner Schwester. Vorerst hat er allerdings eine Beziehung zu Evie, seiner ehemaligen Englischlehrerin. Diese möchte ein Kind von ihm, doch Ferguson erfährt, dass er unfruchtbar ist. (Kap. 5.4, S. 826–886)
6. Per Telefon beendet Ferguson seine Affaire mit Evie und beginnt wie geplant seine Beziehung zu Celia. Im Mittelpunkt seines Lebens steht allerdings das Schreiben, für das er sich in eine spartanische Wohnung in New York zurückzieht. Dort verkehrt er mit der Bohème. Noah lässt Fergusons erstes Buch in einem kleinen Verlag veröffentlichen. Bei einer Wirtshausschlägerei verteidigt Ferguson Amys afroamerikanischen Freund. Im darauffolgenden Prozess wird er zwar freigesprochen, doch wird ihm sein Stipendium entzogen, da er sich nicht „tadellos“ verhalten habe (S. 1104). (Kap. 6.4, S. 1029–1106)
7. Weil er sich Princeton nicht mehr leisten kann, beendet Ferguson sein Studium am Brooklyn College. Auch die Beziehung zu Celia scheitert, da er sich eingesteht, dass er mehr die Idee, Celia zu lieben, geliebt hat als Celia selbst (S. 1221). Auch ihr gegenüber kann er nicht ehrlich sein und seine Unfruchtbarkeit eingestehen. Nach dem Studium wird Ferguson nicht in die Armee eingezogen, da das Einberufungszentrum, in dem seine Unterlagen auf Bearbeitung warten, von einem Terroristen in die Luft gejagt wird (Samuel Melville). Sein Vater stirbt an einem Herzinfarkt und hinterlässt ihm $ 100 000. Mit dem Geld fliegt er nach Paris, wo er beginnt, das Buch „4 3 2 1“ zu schreiben. Ausgangspunkt ist die Legende über seinen Großvater. Thema sind die verschiedenen Lebenswege des Archie Ferguson; alle Fergusons bis auf den echten sterben im Laufe des Romans. (Kap. 7.4, S. 1182–1259)

## Figuren

### Archie Ferguson
In allen Fassungen ist Archie sportlich. Seine Lieblingssportarten sind Baseball und Basketball. Er ist an Literatur und Kunst sowie am politischen Zeitgeschehen interessiert und ein typischer Jugendlicher, insofern Sexualität eine zentrale Rolle spielt. Die erste große Liebe ist Amy Schneiderman, auch wenn diese Beziehung in jeder Fassung scheitert. Archie hat eine enge Bindung zur Mutter (insbesondere Archie 3), während die Beziehung zum Vater oberflächlich bzw. bei Archie 4 sogar zerrüttet ist. Im Gegensatz zum Vater ist er nicht an materiellen Dingen interessiert. In allen Versionen ist Archie linksliberal, hat ein ausgeprägtes Gerechtigkeitsgefühl, insbesondere was die Rassenkonflikte der sechziger Jahre betrifft. Archie ist aufgeschlossen für Neues, ein begabter Schüler und hat in jeder Fassung sich umfangreiche Kenntnisse der Weltliteratur angeeignet. Alle vier vertreten ein skeptisches Weltbild, das sich an Voltaire orientiert, dessen Candide mehrfach zitiert wird. Doch bestehen aufgrund der unterschiedlichen Entwicklungen etliche Unterschiede zwischen den vier Versionen Archies.
Archie 1 ist eher genügsam und ausgeglichen. Über die große Krise nach Verlust des Daumens kommt er mit Hilfe seiner engen Freunde und der intakten Familie hinweg. Er ist allseits beliebt und ausgeglichen, allerdings traut er sich auch weniger zu als die anderen Archies. Statt Literatur zu verfassen, beschränkt er sich auf Übersetzungen und entscheidet sich für den bürgerlichen Beruf eines Journalisten.
Archie 2 ist aufgrund seiner vielen Missgeschicke ein im Inneren verunsicherter Einzelgänger, der bereits als Kind ein nihilistisches Weltbild vertritt. Nach außen wird er aufgrund seiner linken politischen Ansichten zum Rebellen. Dadurch ist er zwar bei den gleichaltrigen Jungen schnell isoliert, für die Mädchen allerdings interessant.
Archie 3 ist durch den traumatischen Verlust des Vaters stark geprägt. Auch die negativen Erfahrungen mit Mildred und Andy verstärken seinen Hang, sich treiben zu lassen, keine Verantwortung zu übernehmen und Tabus zu brechen. Im Kern ist er wie Archie 2 verunsichert und wünscht sich Zuneigung und Anerkennung. Diese bekommt er zunächst nur bei seiner Mutter, später auch bei Vivian, bei der er sich fängt.
Archie 4 wird am intensivsten ausgearbeitet und reflektiert, da er der einzige Überlebende und der Erzähler ist. Archies Ziel ist es „der Held seines eigenen Lebens“ (S. 508) zu werden, also unabhängig zu sein; aufgrund der selbst auferlegten Entsagungen und dem Kampf gegen die Vorstadtgesellschaft wird er „starrsinnig“ und in „seine eigenen Gedanken versunken“ (S. 658). Er schafft es nicht, tiefere Bindungen einzugehen und sich seinen Freundinnen gegenüber zu öffnen. Insofern ähnelt er in dieser Version am stärksten dem ungeliebten Vater. Im Mittelpunkt steht die Entwicklung zum Schriftsteller; die von ihm verfassten literarischen Texte werden ausführlich wiedergegeben bzw. im Original abgedruckt. Mit strikter innerer Disziplin plant er sein Leben und entsagt bewusst den Dingen, die ihn von seinen Zielen abbringen oder ihm Annehmlichkeiten verschaffen könnten.

### Rose Ferguson/Schneiderman geb. Adler
Für Archie ist seine Mutter in allen Versionen eine wichtige Bezugsperson. Rose Adler sieht sich als jüngere Schwester zunächst als die Unterlegene gegenüber der strebsamen und intelligenten Mildred. Ihre Vernunftehe mit Stanley geht sie ein, um ihrer Schwester einmal voraus zu sein (S. 35), aber auch weil Stanley ihren beruflichen Plänen als Fotografin nicht im Wege steht. Während die Ehe in Version 1 recht glücklich ist, lässt Rose sich in Version 4 scheiden und heiratet Daniel Schneiderman, von dem sie auch in den anderen Versionen angetan ist (vgl. S. 210). In Version 3 heiratet sie dessen älteren Bruder Gil. Den Beruf als Fotografin übt sie in allen vier Versionen mit Leidenschaft und mit Erfolg aus, zunächst in ihrem eigenen Fotostudio „Roseland Foto“, später als Fotoreporterin (Version 1) bzw. als Kunstfotografin (Version 3). Das Scheitern der Ehe in Version 4 beruht auch darauf, dass sie Stanleys Karriere wegen nicht mehr arbeitet und sich langweilt.

### Stanley Ferguson
Archies Vater wird in allen Versionen als sportlich und strebsam, allerdings auch als verschlossen gegenüber anderen charakterisiert. Entfaltet wird die Figur nur in der ersten und der letzten Version: Er ist zerrissen zwischen einem ausgeprägten Familiensinn und dem Streben nach einer Karriere, die in der vierten Version, in der er zum reichen Geschäftsmann wird, am erfolgreichsten ist. In der ersten Version steht für ihn die Familie im Vordergrund. Das hindert ihn, seinen betrügerischen und unzuverlässigen Brüdern zu kündigen, so dass er beruflich langsam, aber stetig absteigt. Dafür bleiben aber die Ehe mit Rose und das Verhältnis zu Archie ungetrübt, auch wenn er über den Betrug seines Bruders nie hinwegkommt (S. 576). In der vierten Version wird er zum erfolgreichen, aber zunehmend verschlossenen Geschäftsmann, so dass sowohl seine Ehe als auch das Verhältnis zu seinem Sohn scheitern.

### Mildred
Die ältere Schwester von Rose ist intellektuell brillant und in allen vier Versionen Universitätsprofessorin für englische Literatur, die Archie fördert. Aufgrund ihres Egozentrismus und der unsicheren sexuellen Orientierung (in Version 3 ist sie lesbisch) sind ihre Beziehungen stets problematisch.

### Amy Schneiderman
In allen vier Versionen wird Amy als ungewöhnliche Rebellin gegen die äußerlichen Konventionen dargestellt, was sie für Archie so attraktiv macht. Mit ihm teilt sie das Interesse an Literatur und Kunst sowie die politische Einstellung. Während Archie jedoch der Studentenbewegung skeptisch gegenüber steht, radikalisiert sich Amy. Dadurch entfremden sie sich voneinander.

## Stil
Austers Roman ist in vieler Hinsicht typisch für die Literatur der Postmoderne: er spielt mit den Erzählebenen, verfremdet historisch reale Ereignisse und ironisiert das Erzählte durch Kommentare. So wird der Tod von Archie 3 lapidar mit der Bemerkung „die Götter sahen von ihrem Berg herab und zuckten mit den Schultern“ (S. 1028) abgetan. Auster verzichtet auf eine lineare, sich kausal entwickelnde Handlung. Durch die verschiedenen Entwicklungen sowie die zentrale Rolle des Zufalls in einer chaotischen Welt untergräbt er traditionelle Muster des Entwicklungsromans und zeigt stattdessen die Fülle dessen, was möglich ist, auf. Der Roman wechselt zwischen personaler und auktorialer Erzählhaltung. Erzähler ist der vierte Archie, was Auster allerdings erst am Ende des Romans verrät (S. 1252 ff.). Erst hier wird auch das tragische Ende von Archie 1 erzählt und durch das dem Roman zugrunde liegende literarische Experiment begründet. Die personal erzählten Passagen überwiegen in den ersten Abschnitten und geben die kindliche Innensicht Archies wieder. Als auktorialer Erzähler verrät Archie dem Leser die Ereignisse, von denen seine Figuren nichts wissen, und gibt ihre Reflexionen akribisch wieder (etwa die Gründe für und wider bei Roses Entscheidung für Stanley). In diesen Passagen ist der Stil weniger erzählend als berichtend. Auch sonst finden sich kaum Schilderungen. Der nüchterne Stil lässt das fiktionale Gedankenspiel besonders realistisch wirken. Dazu tragen auch die häufigen Verweise auf reale Ereignisse bei sowie die unmittelbar wiedergegebenen Dialoge an zentralen Stellen. Dieser Stil spiegelt zudem Archies journalistische Ambitionen. In den Versionen 1 und 4 werden Produkte von Archies literarischer Tätigkeit zitiert.

## Kritik
Die Rezensionen sind sich uneinig: „Das Buch ist für das, was es liefert, definitiv zu lang.“ steht im Gegensatz zu: „Da muss man dann durch. Und es lohnt sich.“ Gelobt wird die treffliche Übertragung der vier deutschen Übersetzer Thomas Gunkel, Karsten Singelmann, Nikolaus Stingl und des häufigen Übersetzers von Paul Auster, Werner Schmitz. „Man liest dieses Buch, als habe man sich im Labyrinth verirrt und festgestellt, dass man gar nicht aus ihm herausmöchte. Es wird hin- und hergeblättert, um die immergleichen und doch völlig anderen Archies miteinander zu vergleichen.“ „Dass das Leben Perspektiven hat“, sei „die versöhnliche und hoffnungsfrohe Botschaft des Buches“, schrieb Heiko Maas, der damals Bundesjustizminister war.

## Ausgaben
- Paul Auster: 4 3 2 1. Roman. Rowohlt, Reinbek 2017, ISBN 978-3-498-00097-4; als Taschenbuch Rowohlt, Reinbek 2018, ISBN 978-3-499-27113-7